# Kan 11
Kan 11 (en hébreu : כאן 11, litt. « Ici 11 ») est une chaîne de télévision publique appartenant à la Société de radiodiffusion publique israélienne (KAN).
Kan 11 est lancée le 15 mai 2017 en remplacement de l'ancienne « première chaîne » (Aroutz 1) qui a cessé d'émettre à la suite de la dissolution de l'Autorité de radiodiffusion d'Israël.